# Zwieselberg, Bern
Zwieselberg BE là một đô thị trong huyện Thun, bang Bern, Thụy Sĩ. Đô thị này có diện tích km2, dân số thời điểm tháng 12 năm 2009 là người.